# Luís Boa Morte
Luís Boa Morte Pereira (wym. [luˈiʃ ˈboɐ ˈmɔɾt(ɨ)]; ur. 4 sierpnia 1977 w Lizbonie) – portugalski piłkarz występujący na pozycji pomocnika. Wychowanek Sportingu CP, w swojej karierze grał także w takich zespołach jak Arsenal, Southampton, Fulham, West Ham United, Larisa, Orlando Pirates oraz Chesterfield. Były reprezentant Portugalii.

## Kariera
Z Portugalii wybił się dzięki francuskiemu trenerowi Arsène’owi Wengerowi, który wypatrzył go na jednym z towarzyskich turniejów Under-21 w 1997 roku i ściągnął do Arsenalu. W klubie z Highbury nie miał większych szans na miejsce w podstawowym składzie, tak więc został sprzedany do Southampton F.C., prowadzonego przez Davida Jonesa. Gdy zaczął odgrywać coraz poważniejszą rolę w tym klubie, doszło do zmiany trenera. Nowym szkoleniowcem został Glenn Hoddle, który z czasem coraz częściej sadzał portugalskiego napastnika na ławce. Wówczas Jean Tigana, ówczesny trener Fulham, postanowił wypożyczyć napastnika. Debiut w ekipie „Wieśniaków” Boa Morte zaliczył 12 sierpnia 2000 roku w meczu z Crewe Alexandra, a niedługo później strzelił dwie bramki w spotkaniu z Brentford. Portugalczyk przekonał do siebie kibiców i sztab szkoleniowy Fulham, czego efektem było przedłużenie wypożyczenia o rok. Był to trafiony manewr; w sezonie 2000/01 Boa Morte był wybijającym się graczem londyńskiego drugoligowca. Strzelił wtedy w całym sezonie 18 bramek, w tym pamiętne trafienie przeciwko Huddersfield, zapewniające mistrzostwo Division.1 i upragniony awans do Premier League. Latem 2001 roku napastnik został definitywnie kupiony przez Fulham za 1.7 mln £. Niebawem zadebiutował także w reprezentacji Portugalii.